# 10479 Yiqunchen
10479 Yiqunchen eller 1982 HJ är en asteroid i huvudbältet som upptäcktes den 18 april 1982 av den brittiske astronomen Martin Watt vid Anderson Mesa Station. Den är uppkallad efter Yiqun Chen.
Asteroiden har en diameter på ungefär 5 kilometer.